# Гартунг, Валерий Карлович
Вале́рий Ка́рлович Га́ртунг (род. 12 ноября 1960, Копейск, Челябинская область, РСФСР, СССР) — российский политический деятель. Председатель комитета Государственной Думы по защите конкуренции с 12 октября 2021 года.
Депутат Государственной думы Федерального собрания Российской Федерации II, III, IV, V, VI, VII и VIII созывов.
Председатель Российской партии пенсионеров в 2004—2005 годах. Член фракции «Справедливая Россия» в Государственной думе. В Госдуме VII созыва — первый заместитель председателя Комитета по экономической политике, промышленности, инновационному развитию и предпринимательству, заместитель председателя комиссии по правовому обеспечению развития организаций оборонно-промышленного комплекса Российской Федерации.
Из-за вторжения России на Украину, находится под международными санкциями Евросоюза, США, Великобритании и ряда других стран.

## Биография
Родился 12 ноября 1960 года в Копейске Челябинской области в семье шахтёра. Рос без отца. Отец — немец; мать — еткульская казачка, воспитывала троих детей.
В 1978 году окончил Копейскую среднюю школу № 6. В 1983 году окончил автотракторный факультет ЧПИ имени Ленинского комсомола по специальности «инженер-механик» (с отличием). С 1983 года работал на Челябинском кузнечно-прессовом заводе слесарем, мастером, старшим мастером, начальником участка. С 1988 года — председатель кооператива «Лидер» (производство спортивных тренажеров и запчастей к автомобилям), с 1992 года — генеральный директор страховой компании «АМЕСК».
С 1996 по 1997 годы — генеральный директор ОАО «Челябинский кузнечно-прессовый завод».
Депутат Госдумы 2 созыва (1997—1999)
14 февраля 1997 года избирательна комиссия РФ назначила дополнительные выборы в Госдуму 2 созыва по Советскому одномандатному избирательному округу N 186 Челябинской области после досрочного сложения полномочий депутата Владимира Уткина. Осенью 1997 года Гартунг был зарегистрирован кандидатом этих дополнительных выборах и 14 декабря 1997 года был избран депутатом Государственной Думы 2 созыва. В думе был членом депутатской группы «Российские регионы» и членом комитета по бюджету, налогам, банкам и финансам.
В марте 1998 года Валерий Гартунг по суду обязал прокурора Челябинска Анатолия Брагина выплатить один рубль морального ущерба за то, что последний обвинил господина Гартунга в связях «с криминальными авторитетами».
В декабре 1998 года учредил Детский благотворительный фонд, оказывающий постоянную помощь детям и детским организациям Челябинской области. Руководителем фонда стала супруга Марина Вениаминовна Гартунг.
Депутат Госдумы 3 созыва (1999—2003)
Осенью 1999 года выдвинулся на выборах в Госдуму 3 созыва по тому же округу. На выборах состоявшихся 19 декабря 1999 года выборах набрал 124603 голосов избирателей и был избран, его ближайший соперник Александр Аристов — 116615 голосов. В Государственное думе 3 созыва был членом депутатской группы «Народный депутат», членом комитета по бюджету и налогам.
В марте 2000 года на президентских выборах был доверенным лицом кандидата в Президенты РФ В.Путина.
В декабре 2000 года в 40 лет Валерий Гартунг баллотировался на пост губернатора Челябинской области, по итогам выборов занял третье место, набрав 14 % голосов избирателей, участвовавших в выборах.
В январе 2002 года был избран председателем Челябинского регионального отделения «Российской партии пенсионеров» (РПП), а также членом её центрального совета.
В 2003 году учредил «Детский благотворительный фонд Валерия Гартунга» (президент фонда — Марина Гартунг, супруга). В том же году стал соучредителем челябинской региональной общественной организации «Союз промышленников и предпринимателей».
Депутат Госдумы 4 созыва (2003—2007)
Осенью 2003 года выдвинулся на выборах в Госдуму 4 созыва по Советскому одномандатному округу № 186 города Челябинска и был зарегистрирован как независимый кандидат.
На выборах состоявшихся 7 декабря 2003 года выборах набрал 68,5 % голосов избирателей и был избран, его ближайший соперник — Станислав Попцов (КПРФ) — 6,73 %. В Госдуме стал членом фракции «Единая Россия» и состоял в ней до февраля 2005 года, в этот же период был членом комитета Госдумы по бюджету и налогам.
После выборов в Госдуму в «Российской партии пенсионеров» произошёл раскол между сторонниками Сергея Атрошенко и Валерия Гартунга. Гартунг попытался сместить Атрошенко с поста лидера партии. 31 января 2004 года на чрезвычайном съезде РПП Гартунг был утверждён исполняющим обязанности председателя партии вместо С. П. Атрошенко, а 27 марта 2004 года на V съезде РПП избран председателем партии (практически единогласно, из 87 делегатов от парторганизаций 52 регионов РФ 86 проголосовали за его кандидатуру и лишь 1 — против).
В январе 2005 года Гартунг подписался под обращением с предложением внести на рассмотрение Государственной думы вопрос об отставке правительства, которое было инициировано КПРФ и «Родиной». Был одним из трёх единороссов, подписавших документ (двое других - Александр Хинштейн и Николай Безбородов). В феврале бюро президиума фракции «Единая Россия» рекомендовало исключить Валерия Гартунга из состава фракции. В тот же день он сам вышел из её рядов, став независимым депутатом. В мае 2005 года был выведен из состава комитета Госдумы РФ по бюджету и налогам и включён в состав комитета по труду и социальной политике. В марте 2005 года коалиция Геннадия Семигина «Патриоты России» провела презентацию сформированного ею «народного правительства России», в котором Валерий Гартунг занял пост председателя «Народного пенсионного фонда».
В том же году «Российская партия пенсионеров», председателем которой был Гартунг, провела ряд успешных кампаний: 22 мая 2005 года на выборах в Магаданскую облдуму РПП стала второй (20,7 %), а 9 октября 2005 года на выборах в гордуму Томска опередила «Единую Россию» на 1,5 %, получив 19,5 %.
Однако 26 сентября 2005 года Атрошенко обратился в Таганский районный суд Москвы, который признал незаконность избрания Валерия Гартунга председателем партии и своим постановлением отстранил его от должности. 17 декабря 2005 года состоялся съезд Российской партии пенсионеров, где решение судов и Минюста было утверждено, а председателем был избран вице-губернатор Тульской области Игорь Зотов. Гартунг заявил прессе, что съезд был проведён под контролем Администрации президента РФ.
27 декабря 2005 года Гартунг выступил с заявлением, что он сам и члены его семьи вышли из «Российской партии пенсионеров». «Нужно прекратить обманывать народ. РПП перестала отражать интересы необеспеченной части населения России и превратилась в кучу склочников», — заявил Гартунг.
В ноябре 2006 года президиум Мосгорсуда отменил решение Мещанского районного суда о признании неправомочными решений IV и V съездов РПП, на которых Гартунг был избран председателем, а само дело направил на новое рассмотрение. Однако к этому времени даже восстановление Гартунга не имело смыла, поскольку в августе 2006 года руководство «Российской партии пенсионеров», «Российской партии жизни» и партии «Родина» приняли решение о создании на базе последней объединённой левой партии «Справедливая Россия: Родина/Пенсионеры/Жизнь», а 28 октября состоялся учредительный съезд.
В декабря 2006 года Гартунг перешёл в комитет Госдумы по промышленности, строительству и наукоемким технологиям.
Депутат Госдумы 5 созыва (2007—2011)
Осенью 2007 года был выдвинут на выборах в Госдуму 5 созыва в составе федерального списка кандидатов партии «Справедливая Россия: Родина/Пенсионеры/Жизнь». Выборы проходили по пропорциональной избирательной системе, депутаты избирались на 4 года. Был первым номером в региональной группе №78 Челябинская область. На состоявшихся 2 декабря 2007 года выборах список партии набрал 7,74 % голосов и преодолел 7-процентный барьер. Партия получила 38 мест, и при их распределении Гартунг получил мандат депутата. В Госдуме 5 созыва был членом комитета Госдумы по бюджету и налогам, одновременно был заместитель руководителя фракции «Справедливая Россия: Родина/Пенсионеры/Жизнь» Сергея Миронова.
25 июня 2009 год партия «Справедливая Россия: Родина/Пенсионеры/Жизнь» сократила название до «Справедливая Россия».
Депутат Госдумы 6 созыва (2011—2016)
В сентября 2011 года был выдвинут на выборах в Госдуму 6 созыва в составе федерального списка кандидатов партии «Справедливая Россия», был первым номером в региональной группе № 64 Челябинская область. Выборы вновь проходили по пропорциональной избирательной системе, депутаты избирались на 5 года. На состоявшихся 4 декабря 2011 года выборах список партии набрал 13,24 % голосов. При распределении мандатов группе из 10 кандидатов от Челябинской области досталось два, которые получили Валерий Гартунг и Василий Швецов.
Депутат Госдумы 7 созыва (2016—2021)
В июле 2016 года Гартунг был выдвинут на выборах в Госдуму 7 созыва, которые вновь проходили по смешанной избирательной системе (225+225), как в составе федерального списка кандидатов партии «Справедливая Россия», где был первым номером в региональной группе № 46 Челябинская область, так и в Коркинском избирательном округе № 191. На состоявшихся 18 сентября 2016 года выборах список партии набрал 6,22 % голосов преодолел 5-процентный барьер. При распределении 16 мандатов один был передан Гартунгу. В Коркинском округе № 191 занял второе место (34,51 %), уступив Анатолию Литовченко от «Единой России» (37,73 %).
В Госдуме 7 созыва вновь стал заместителем руководителя фракции «Справедливая Россия» Сергея Миронова, членом комиссии ГД по вопросам депутатской этики, первым заместителем председателя комитета ГД по промышленности, заместителем председателя комиссии по правовому обеспечению развития организаций оборонно-промышленного комплекса РФ.
Председатель Челябинского регионального отделения партии «Справедливая Россия».
За время работы в Государственной Думе выступил соавтором более 240 законодательных инициатив, из них в VII созыве более 170.
Депутат Госдумы 8 созыва (2021—2026)
На выборах в Государственную думу VIII созыва после своей победы в одномандатном избирательном округе № 191, передал мандат в партийном списке Я. В. Лантратовой которая была вторым номером в списке партии «Справедливая Россия — За правду» от Челябинской области.
3 октября 2022 году отсутствовал при голосовании по законопроектам о вхождении четырёх территорий Донбасса в состав Российской Федерации.

## Собственность и доходы
Согласно официальным данным, доход Гартунга за 2011 год составил 47 млн рублей, доход супруги — 55,6 млн рублей. Семье принадлежат земельный участок площадью 98 соток (у леса в деревне Печенкино Еткульского района Челябинской области), жилой дом, две квартиры, объект незавершённого строительства, два легковых автомобиля. Также Гартунгу принадлежит квартира в Швейцарии.
В 2020 году семье Валерия Гартунга в ПАО «Челябинский кузнечно-прессовый завод» принадлежало около 95,44 % акций предприятия. Валерию Гартунгу — 23,75%, гендиректору ЧКПЗ Андрею Гартунгу — 11,25 %, его брату Дмитрию Гартунгу — 3,8 %, их матери, супруге Валерия, Марине Гартунг — 56,64 %.

## Семья и увлечения
Женат, имеет двоих сыновей — Андрея (род. 1982) и Дмитрия (род. 1987). Увлекается спортом — силовым троеборьем и баскетболом.
Супруга, Марина Вениаминовна Гартунг, окончила Челябинский политехнический институт с мужем, руководитель «Детского благотворительного фонда имени Валерия Гартунг». В 2015 году на выборах в Законодательное собрание Челябинской области шестого созыва, по партийному списку избрана депутатом, отказавшись от мандата.
Андрей Гартунг с января 2005 года возглавляет ОАО «Челябинский кузнечно-прессовый завод». В 2005 году выдвигался в Мосгордуму по списку Российской партии пенсионеров, а также в Законодательное собрание Челябинской области — как кандидат от РПП. Валерий Гартунг задекларировал в 2020 доход 39,3 млн рублей, Марина Гартунг — 118,7 млн. Также супруга владеет недвижимостью в Швейцарии площадью 190 м² и на Кипре площадью 94 м².

## Санкции
23 февраля 2022 года внесён в санкционные списки стран Евросоюза за действия и политику, которые подрывают территориальную целостность, суверенитет и независимость Украины и ещё больше дестабилизируют Украину.
24 февраля 2022 года включён в санкционный список Канады «близких соратников режима» за голосование о признании независимости «так называемых республик в Донецке и Луганске».
24 марта 2022 года, на фоне вторжения России на Украину, включён в санкционный список США за «соучастие в войне Путина» и «поддержку усилий Кремля по вторжению в Украину», Госдеп США заявил что депутаты Госдумы используют свои полномочия для преследования инакомыслящих и политических оппонентов, нарушают свободу информации, ограничивают права человека и основные свободы граждан России.
Позднее, по аналогичным основаниям, включён в санкционные списки Великобритании, Швейцарии, Австралии, Украины, Японии и Новой Зеландии.

## Награды
- Почетная грамота Государственной Думы (2008 г.).
- Почетный знак Государственной Думы «За заслуги в развитии парламентаризма» (2012 г.).
- Благодарность Президента Российской Федерации (2014 г.)[30].
- Благодарность Правительства Российской Федерации (2017 г.)[31].
- Почётная грамота Правительства Российской Федерации (2019 г.)[32].
- Медаль Петра Столыпина (2023 г.)[33].